# カラーズ (ラジオ番組)
カラーズ（COLORS）は、TBCラジオで放送されていた生ワイド番組。放送開始は2003年4月。放送時間は平日 9:00 - 12:00。
2018年9月28日をもって15年6ヶ月にわたる番組が終了した。

## 放送時間
- 放送開始 - 2009年10月2日：9:00 - 12:00（第1期）
- 2009年10月5日 - 2013年9月27日：9:00 - 11:30
- 2013年9月30日 - 2018年9月28日：9:00 - 12:00（第2期）

## 出演者

### 番組終了時のパーソナリティ
月曜日
- 大久保悠（イメージカラー：ブルー、2017年4月3日 - 2016年9月28日から2017年3月29日まで水曜担当）

火曜日
- 六華亭遊花（イメージカラー：黄色、2015年3月31日 - ）

水曜日
- 名久井麻利（イメージカラー：シャンパンゴールド、2017年4月5日 - ）

木曜日
- 佐々木真奈美（イメージカラー：パープル、2003年4月の放送開始から一貫して木曜担当）

金曜日
- 藤沢智子（金曜→火曜→水曜→金曜　イメージカラー：純白、2005年4月 - ）

※当日のパーソナリティが不在の場合は藤沢・大久保の各アナウンサーが担当。

### 過去に担当したパーソナリティ
- 郡和子（月曜→火曜、2005年7月まで）
- 渡辺敏之（金曜、2005年3月まで）
- 菅原克彦（水曜、2005年4月から2006年3月まで）
- 吉田美穂（水曜、2006年4月から2007年9月まで）
- 三橋泰介（火曜→月曜）（2005年10月から2008年3月まで)
- 佐伯麻子（水曜、2007年10月から2009年3月）
- 石川太郎（月曜、2003年4月から2011年3月、イメージカラー：オレンジ)
- 佐藤修（火曜、2009年4月から2011年3月）
- 若生哲旺（火曜→金曜→月曜　2011年4月 - 2015年3月23日、イメージカラー:オレンジ）
- 宮田敬子（2003年4月 - 2004年3月 水曜、2009年4月 - 2015年3月24日 水曜→火曜。2011年11月30日-2012年1月まで産休のため、他曜日のパーソナリティが代役を務めていた。）
- 安東理紗(2015年5月-2016年9月、イメージカラー：ショッキングピンク)
- 斎藤恭紀気象予報士（2008年3月まで）
- 佐々木淳吾（月曜→金曜→月曜、2011年4月 - 2017年3月、2003年4月から2005年3月まで木曜→水曜、2008年4月から2009年3月までの火曜、イメージカラー:ブルー→レッド）
- 星野誠気象予報士（2017年3月まで）

## 番組コーナー

### 番組終了時
- 9:00 - オープニング
- 9:05 - 河北新報ニュース
- 9:10 - お天気散歩
  - TBC気象台の佐藤正則（月曜 - 水曜）、上原諒（木曜 ・ 金曜）両気象予報士による生解説。
- 9:20 - 日替わりコーナー
  - 火曜 - いつでも旬!みやぎ蔵王COLORS　または　耳より,あら伊達な通信
- 9:30 - みちのくむかしばなし
- 9:35 - ライフインフォメーション（震災関連情報）
- 9:40 - 交通情報
- 9:45 - ジャパネットたかたラジオショッピング
- 10:00 - TBCニュース
- 10:05 - 希望音楽会
- 10:40 - 交通情報
- 10:50 - みんなの時間
  - 月曜 - 悠々自適に♪
  - 火曜 - めざせ!笑いのツボマスター
  - 水曜 - お仕事図鑑
  - 木曜 - 方言でござりす
  - 金曜 - おせえて!昼ご飯
- 11:00 - 河北新報ニュース・海上予報
- 11:05 - 交通情報・交通指導取り締まり情報
- 11:10 - 日替わりコーナー
  - 月曜 - イベントインフォメーション
  - 火曜 - セブンイレブン七色通信
  - 水曜 - ライフインフォメーション（地域からのお知らせ等）
  - 木曜 - NEXCO東日本 はいうぇい 人街ネット
  - 金曜 - 漢方健康相談

月曜と木曜には「ロジャー大葉のラジオな気分」のラジオカーリポーターから生リポートが入ることがある。
- 11:26 - 岩崎宏美の清月記「明日への言葉」
- 11:30 - (東北放送を見学にきた児童生徒が出演することが多い)
- 11:35 - 氷川きよし節（文化放送）
- 11:45 - ココはいろ色
  - 月曜 - YOUは何しに宮城県
  - 火曜 - 黒ヤギさんからおハガキついた
  - 水曜 - 麻利の走らにゃ、そんそん!
  - 木曜 - なんだりかんだりアイドル
  - 金曜 - ティーナ・カリーナの生で歌謡曲うたいまSHOW!（2014年8月 - ）
- 11:55 - エンディング

### 過去
- ラジオ・ケアノート
- テレマートラジオショッピング
- 清月記マナーアップレッスン→清月記ことばの時間→清月記歴史紀行
- 独占!メジャーリーグTODAY
- おめでとnet
- 永六輔の誰かとどこかで(2009年10月5日より時間変更)
- 快適リフォーム（2010年4月～12月の第1，3週）、
- 純喫茶・谷村新司
- 大人の休日倶楽部
- へぇー相談ですか!!
- みんなの時間 水曜 - 四日坊主への道(2015年5月-2016年9月)
- ココはいろ色 水曜 - イルカの玉手箱(2015年5月-2016年9月)
- みんなの時間 月曜 - 知るほどザ・ワールド!(2017年3月まで)
- ココはいろ色 月曜 - 「ほー相談ですか!!」(2017年3月まで)
- みんなの時間 金曜 第1金曜 - ヘソンシ カルチョ ジュセヨ!(2017年3月まで)
- JA栗っこグリーンメッセージ　火曜
- あなただけの希望音楽会